# Bryum pootenianum
Bryum pootenianum är en bladmossart som beskrevs av Jean Édouard Gabriel Narcisse Paris 1894. Bryum pootenianum ingår i släktet bryummossor, och familjen Bryaceae. Inga underarter finns listade i Catalogue of Life.